# Vivar del Cid
Vivar del Cid o simplement Vivar és un poble de 140 habitants del municipi de Quintanilla Vivar situat a set kilòmetres de Burgos (Espanya). En aquest poble suposadament va néixer Rodrigo Díaz de Vivar.

## Festes
- 13 de juny, Sant Antoni de Pàdua.
- Juliol, festes en honor de D. Rodrigo Díaz de Vivar (sopars medievals).
- Dijous Sant, processó de les tres caigudes.
- 29 de novembre, festes patronals de l'Arcàngel Sant Miquel.

## Monuments
- Església de Sant Miquel
- Monument al Cid Campeador a l'anomenat solar del Cid.
- Convent de Nostra Senyora del Espino: Fundat per Pedro López Padilla i la seva esposa Isabel Pacheco Padilla el 1477. A la seva biblioteca es va guardar el manuscrit del Cantar de mio Cid localitzat actualment a la Biblioteca Nacional d'Espanya.
- Molí del Cid: inici de la ruta Camí del Cid.

## Rutes
- Localitat de partida del Camí del Cid